# Sabedoria da multidão
A "Sabedoria da multidão" ou "sabedoria da maioria" expressa a noção de que a opinião coletiva de um grupo diverso e independente de indivíduos (em vez da de um único especialista) produz o melhor julgamento . Este conceito, embora não seja novo na Era da Informação, foi colocado em evidência por sites de informações sociais como Quora, Reddit, Stack Exchange, Wikipedia, Yahoo! Answers e outros recursos da web que dependem do conhecimento humano coletivo. Uma explicação para esta suposição é que o ruído idiossincrático associado a cada julgamento individual é substituído por uma média desse ruído obtido num grande número de respostas, amenizando o efeito do ruído.
O julgamento por júri pode ser entendido como, pelo menos em parte, baseado na sabedoria da multidão, em comparação com o julgamento por juiz, que se baseia num ou alguns especialistas. Na política, o sorteio às vezes é usado como um exemplo de como seria a sabedoria da multidão. A tomada de decisões seria realizada por um grupo diverso, em vez de por um grupo ou partido político bastante homogéneo. Investigações em ciência cognitiva têm procurado modelar a relação entre os efeitos da sabedoria da multidão e a cognição individual.
As respostas agregadas de um grande grupo a perguntas envolvendo estimativa de quantidade, conhecimento geral do mundo e raciocínio espacial geralmente foram consideradas tão boas quanto, mas muitas vezes superiores, às respostas dadas por qualquer um dos indivíduos do grupo.
Os teoremas do júri da teoria da escolha social fornecem argumentos formais para a sabedoria da multidão, dada uma variedade de suposições mais ou menos plausíveis. Tanto as suposições quanto as conclusões permanecem controversas, embora os teoremas em si não o sejam. O mais antigo e simples é o teorema do júri de Condorcet (1785).

## Exemplos
Aristóteles é creditado como a primeira pessoa a escrever sobre a "sabedoria da multidão" na sua obra Política. De acordo com Aristóteles, "é possível que os muitos, embora não sejam individualmente bons homens, quando se reúnem, possam ser melhores, não individualmente, mas coletivamente, do que aqueles que o são, assim como os jantares públicos para os quais muitos contribuem são melhores do que aqueles fornecidos às custas de um homem".

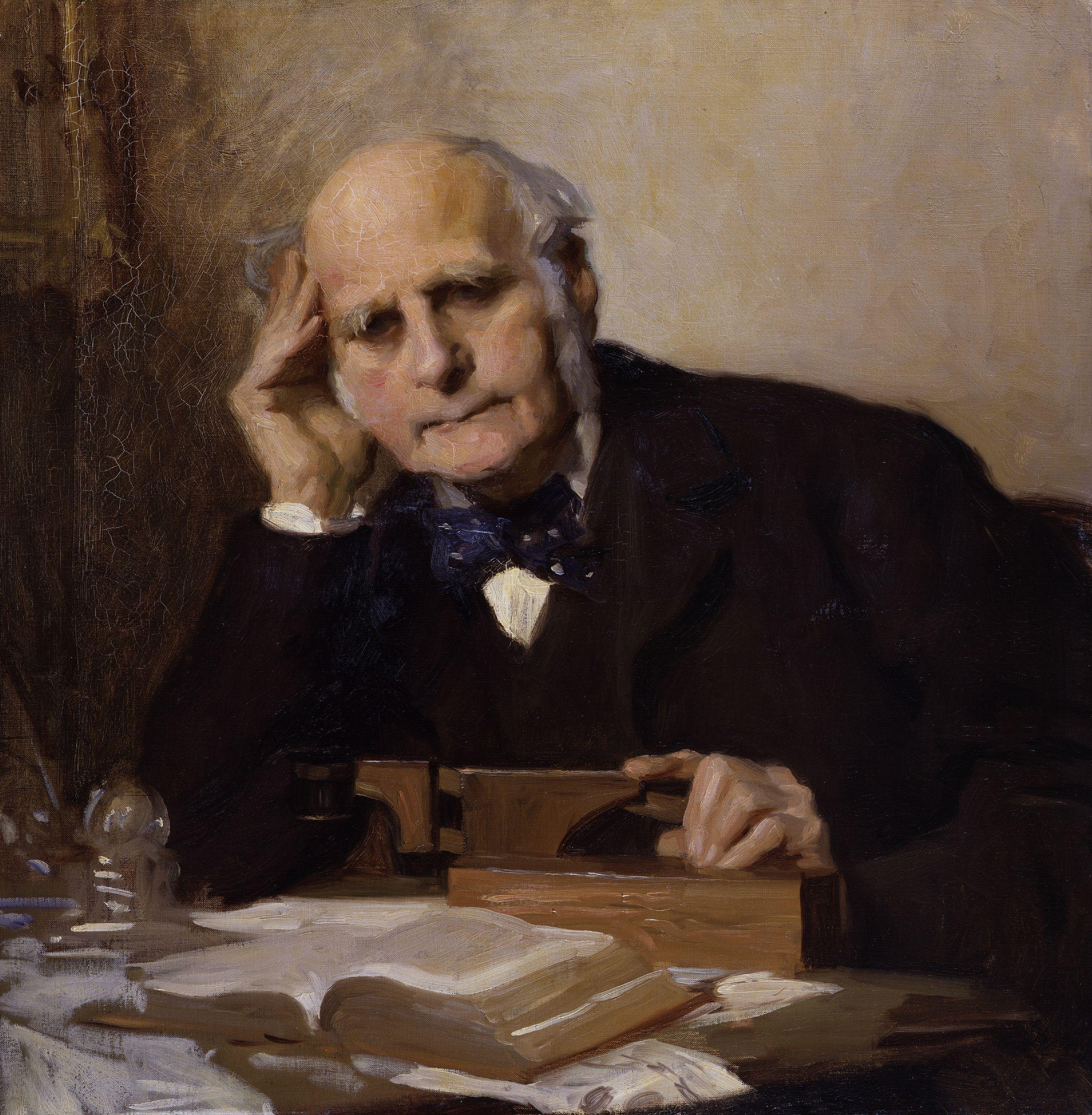
Sir Francis Galton por Charles Wellington Furse, doado à National Portrait Gallery, Londres em 1954

A descoberta clássica da sabedoria das multidões envolve a estimativa pontual de uma quantidade contínua. Numa feira rural de 1906 em Plymouth, 800 pessoas participaram de uma competição para estimar o peso de um boi abatido e preparado. O estatístico Francis Galton observou que a estimativa mediana, 1207 libras, era precisa dentro de 1% do peso real de 1198 libras. Isto contribuiu para a perceção na ciência cognitiva de que os julgamentos individuais de uma multidão podem ser modelados como uma distribuição de probabilidade de respostas com a mediana centrada perto do valor real da quantidade a ser estimada.
Nos últimos anos, o fenómeno da "sabedoria da multidão" tem sido alavancado em estratégias de negócios, espaços publicitários e também em investigações políticas. Empresas de marketing agregam o feedback do consumidor e as impressões da marca para os clientes. Enquanto isso, empresas como a Trada invocam as multidões para criar anúncios com base nas necessidades dos clientes. Por fim, as preferências políticas são agregadas para prever ou prever eleições políticas.

## Desafios e abordagens de solução
Uma investigação do Good Judgment Project mostrou que as equipas organizadas em investigações de previsão podem evitar consensos prematuros e produzir estimativas de probabilidade agregada que são mais precisas do que aquelas produzidas em mercados de previsão.